# Nephrotoma ligulata
Nephrotoma ligulata är en tvåvingeart som beskrevs av Alexander 1925. Nephrotoma ligulata ingår i släktet Nephrotoma och familjen storharkrankar. Inga underarter finns listade i Catalogue of Life.